# Kaáli Nagy Botond
Kaáli Nagy Botond (Marosvásárhely, 1981. december 23. –) romániai magyar író, publicista, szerkesztő, színikritikus, dramaturg. 

## Életpályája
Szülei: Nagy Attila orvos, költő és Csiha Nagy Emese hárfaművész. A helyi Művészeti Líceum, majd a Bolyai Farkas Líceum – Református Kollégium diákja volt, utóbbiban végzett 2000-ben. Ugyanazon évben bejutott a Marosvásárhelyi Művészeti Egyetem teatrológia szakára, ahonnan 2004-ben diplomázott.

## Munkássága
2003-tól a Népújság című marosvásárhelyi napilap belső munkatársa, publicistaként, riporterként, színházi szakíróként a helyi és erdélyi kulturális élet mindenese. 2005-ben tényfeltáró riportja indította el azt a folyamatot, amelynek köszönhetően restauráltatott, majd visszakerült a marosvásárhelyi Kultúrpalota nagytermének előcsarnoki bejárata fölé az elrejtett, I. Ferenc József megkoronázását ábrázoló bronzrelief. 
2014-től a lap több évtizedes múltra visszatekintő, Múzsa című, hétvégi összművészeti mellékletének szerkesztője. A Népújság mellett számos színháztudományi jellegű írása, színikritikája és szépprózája jelent meg többek között a Látó, a Helikon, az Erdélyi Riport, az Irodalmi Jelen, a Játéktér, a Theatron, avagy A Hét lapjain és különböző antológiákban.
2022-től a Marosvásárhelyi Művészeti Egyetem Doktori Iskolájának hallgatója.
2023-tól a Marosvásárhelyi Nemzeti Színház Tompa Miklós Társulatának irodalmi titkára.

## Magánélete
2002-ben alapítótagja volt az első marosvásárhelyi motorosklubnak, majd az ebből 2006-ban kialakult Auld Cut MC-nek. A klub számos találkozót, jótékonysági rendezvényt szervezett, társszervezője volt a SZMÖ Biker Festival-nak, régebbi nevén Székelyföldi Jótékonysági Motorostalálkozónak és Rockfesztiválnak, amely évente több, mint 10.000 lejjel járult hozzá beteg gyerekek gyógyulásához, árva gyerekek körülményeinek jobbá tételéhez.   2023-tól szabad motoros.
A mediterrán térség szerelmese, nemzetközi tengeri vitorlásengedéllyel rendelkezik. 2020 nyarán három társával a Hargita nevű jachton keresztülvitorlázta a Földközi-tengert.  

## Művei
- Arcok a fényből. Színikritikai írások. Lector Kiadó, Marosvásárhely, 2019[12] [13]

## Műfordításai
- Baruir Nercessian: A halál völgyében jártam (I Walked Through the Valley of Death). Önéletrajzi regény. Marosvásárhelyi Örmény-Magyar Kulturális Egyesület, 2015[14] [15]
- Frank Tavaszi: A szabadság éjféli vonata (Midnight Train to Oraviţa). Önéletrajzi regény. Marosvásárhely, Mentor Könyvek Kiadó, 2024.

## Díjai
- Művelődés-különdíj, Irodalmi Kreativitás Verseny, 1997

- A Látó szépirodalmi folyóirat és a Marosvásárhelyi Rádió Varázsszem című irodalmi pályázatának díja (2016)[16] [17]

- Pro Cultura et Arte érdemoklevél a romániai magyar kultúra tényszerű bemutatásáért és népszerűsítéséért (Gyergyószárhegyi Kulturális és Művészeti Központ, 2019)